# Liste des maires d'Istres
La liste des maires d'Istres présente la liste des maires de la commune française d'Istres, située dans le département des Bouches-du-Rhône en région Provence-Alpes-Côte d'Azur.

## Liste des maires

### Entre 1790 et 1945
| Période                                  | Période       | Identité                                      | Étiquette | Qualité                                                                                         |
| ---------------------------------------- | ------------- | --------------------------------------------- | --------- | ----------------------------------------------------------------------------------------------- |
| Les données manquantes sont à compléter. |               |                                               |           |                                                                                                 |
| 1790                                     |               | Joseph-Laurent Buech                          |           |                                                                                                 |
| 1790                                     | 1791          | François Martin                               |           |                                                                                                 |
| 1791                                     | 1792          | Étienne-Louis Arnaud                          |           |                                                                                                 |
| 1792                                     | 1793          | Théodore Saunier                              |           |                                                                                                 |
| 1793                                     |               | Joseph Girard                                 |           |                                                                                                 |
| 1793                                     |               | Théodore Saunier                              |           |                                                                                                 |
| 1793                                     | 1795          | Jean-Joseph Felix                             |           |                                                                                                 |
| 1795                                     | 1800          | Municipalité de canton                        |           |                                                                                                 |
| 1800                                     | 1803          | Louis Arnoux                                  |           |                                                                                                 |
| 1803                                     | 1815          | François-Jacques Amphoux de Belleval          |           |                                                                                                 |
| 1815                                     |               | André Dalmas                                  |           |                                                                                                 |
| 1815                                     | 1818          | François-Jacques Amphoux de Belleval          |           |                                                                                                 |
| 1818                                     | 1826          | Étienne-Louis Arnaud                          |           |                                                                                                 |
| 1826                                     | 1830          | Jean-Baptiste-Pierre Cappeau                  |           |                                                                                                 |
| 1830                                     | 1831          | Denis-Auguste Prat                            |           |                                                                                                 |
| 1831                                     | 1832          | François-Joseph-Stanislas Amphoux de Belleval |           |                                                                                                 |
| 1832                                     | 1835          | Jean-Joseph-Michel Girard                     |           |                                                                                                 |
| 1835                                     | 1840          | Louis Gay                                     |           |                                                                                                 |
| 1840                                     | 1843          | Louis-Jean-Joseph-Pierre Cappeau              |           |                                                                                                 |
| 1843                                     | 1848          | Jean-Joseph-Michel Girard                     |           |                                                                                                 |
| 1848                                     | 1851          | Maurice-Bienvenu Giraud                       |           |                                                                                                 |
| 1851                                     | 1853          | Joseph-Roch Ollivier                          |           |                                                                                                 |
| 1853                                     | 1854          | Louis Gay                                     |           |                                                                                                 |
| 1854                                     | 1859          | Jean-Jacques Prat                             |           |                                                                                                 |
| 1859                                     | 1866          | Joseph-André Dethez                           |           |                                                                                                 |
| 1866                                     | 1870          | François-Joseph Tournon                       |           |                                                                                                 |
| 1870                                     | 1872          | Barthélémy-Honoré Aymes                       |           |                                                                                                 |
| 1872                                     | 1874          | Joseph-Léon Cauvet                            |           |                                                                                                 |
| 1874                                     | 1878          | Louis-Mathieu Aguillon                        |           |                                                                                                 |
| 1878                                     | 1879          | Eugène Terras                                 |           |                                                                                                 |
| 1879                                     | 1881          | Louis-Jean-Baptiste Gautier                   |           |                                                                                                 |
| 1881                                     | 1884          | Honoré-Guillaume Aymes                        |           |                                                                                                 |
| 1884                                     | 1885          | Louis-Mathieu Aguillon                        |           |                                                                                                 |
| 1885                                     | 1894          | Pierre-Antoine-Benjamin-Philippe Grimaud      |           |                                                                                                 |
| 1894                                     | 1897          | Auguste-Baptistin Phalippon                   |           |                                                                                                 |
| 1897                                     | 1908          | Honoré-Guillaume Aymes                        |           |                                                                                                 |
| 1908                                     | 1912          | Louis-Émile-Albert David                      |           |                                                                                                 |
| 1912                                     | 1919          | Justin Beaucaire                              |           |                                                                                                 |
| décembre 1919                            | novembre 1921 | Louis-Émile-Albert David                      |           |                                                                                                 |
| novembre 1921                            | novembre 1921 | Baptistin Aguillon                            |           |                                                                                                 |
| novembre 1921                            | mars 1922     | Jean-Étienne Fouque                           |           | Cultivateur propriétaire                                                                        |
| mars 1922                                | janvier 1941  | Félix Gouin                                   | SFIO      | Avocat Député des Bouches-du-Rhône Révoqué                                                      |
| janvier 1941                             | juin 1943     | Clovis Amar                                   |           | Administrateur des colonies retraité Nommé maire par le préfet Démissionnaire                   |
| juin 1943                                | août 1944     | Lucien Bégou                                  |           | Commandant d’aviation retraité Nommé conseiller départemental en 1943 Nommé maire par le préfet |
| août 1944                                | mai 1945      | Célestin Lantelme                             | SFIO      | Agriculteur, président de la cave coopérative vinicole Ancien 1er adjoint de Félix Gouin        |

### Depuis 1945
Depuis l'après-guerre, dix maires se sont succédé à la tête de la commune.
| Période       | Période       | Identité            | Étiquette    | Qualité |
| ------------- | ------------- | ------------------- | ------------ | --- |
| mai 1945      | mars 1959     | Félix Gouin         | SFIO         | Avocat, maire honoraire Ministre d'État (1946 → 1947) - Président du Gouvernement provisoire de la République française (1946) Député des Bouches-du-Rhône (1945 → 1958) |
| mars 1959     | mars 1965     | Raymond Filippi,    | SFIO         | Avocat au barreau d'Aix-en-Provence, ancien bâtonnier Conseiller général d'Istres (1958 → 1964) |
| mars 1965     | novembre 1968 | Marcel Cornille     | SFIO         | Pharmacien Démissionnaire |
| novembre 1968 | mars 1971     | Guy Romelli         | SFIO         | Industriel, ancien 1er adjoint |
| mars 1971     | mars 1977     | Maurice Gouin       | Centre droit | Pharmacien |
| mars 1977     | juin 1998     | Jacques Siffre      | PS           | Chirurgien-ophtalmologue Député des Bouches-du-Rhône (1986 → 1988) Conseiller général d'Istres (1982 → 1988) Démis de ses fonctions |
| juillet 1998  | mars 2001     | Bernardin Laugier   | PS           | Ingénieur à la base aérienne d'Istres retraité, ancien 1er adjoint Conseiller général d'Istres (1988 → 1991) Conseiller général d'Istres-Sud (1998 → 2008) |
| mars 2001     | novembre 2002 | François Bernardini | PS puis DVG  | Administrateur de sociétés Ancien député européen (1994 → 1999) Ancien député des Bouches-du-Rhône (16e circ.) (1992 → 1993) Ancien conseiller général d'Istres-Sud (1991 → 1998) Ancien président du conseil général (1998) Démissionnaire à la suite d'une condamnation judiciaire |
| novembre 2002 | novembre 2006 | Michel Caillat      | PS           | Agent de collectivité territoriale Conseiller régional de Provence-Alpes-Côte-d'Azur (2003 → 2010) Vice-président d'Ouest Provence Démissionnaire |
| décembre 2006 | mars 2008     | Nicole Joulia       | DVG (ex-PS)  | Professeure d'éducation physique et sportive |
| mars 2008     | En cours      | François Bernardini | DVG          | Président du territoire Istres-Ouest-Provence (2016 → ) Vice-président de la Métropole d'Aix-Marseille-Provence |

## Conseil municipal actuel
Les 43 sièges composant le conseil municipal ont été pourvus le 15 mars 2020 lors du premier tour de scrutin. Actuellement, il est réparti comme suit : 